# It's All Gone Pete Tong
It's All Gone Pete Tong är en brittisk-kanadensisk film från 2004.

## Handling
Frankie Wilde (Paul Kaye) är en stjärn-DJ som verkat på Ibiza i elva år då han en dag tappar hörseln och förlorar allt. Han måste nu inte bara komma till rätta med sin dövhet utan även sitt kokainberoende som i hans sinne manifesterar sig som en människa i en gräslig grävlingkostym iklädd rosa förkläde. Hans dövhet förstör hans liv och han låser in sig i sitt hus med bara sprit, sin favorit "oman whisky" och knark.

## Om filmen
Titeln är engelskt rimmande slang där It's all gone wrong har blivit It's all gone Pete Tong. Pete Tong är en välkänd DJ i Storbritannien.